# Fubar (Film)
Fubar ist ein kanadisches Mockumentary aus dem Jahr 2002.

## Handlung
Der Film ist aufgemacht wie eine Dokumentation, ist jedoch ein Spielfilm. Im Mittelpunkt der „Dokumentation“ stehen die beiden Freunde Dean und Terry. Ihr Tagesablauf besteht darin, Heavy Metal zu hören und sich mit Bier zulaufen zu lassen. Als bei Dean eines Tages Hodenkrebs diagnostiziert wird, machen sich die beiden auf den Weg zu einem letzten wilden Wochenende vor der Operation.
Da im Laufe des Films der Mann, der die beiden Protagonisten dokumentarisch begleitet, ums Leben kommt, sahen sich die Produzenten gezwungen, zu Beginn des Films darauf hinzuweisen, dass es sich nicht um eine echte Dokumentation handelt.

## Kritiken
Peter Howell beschreibt Fubar im Toronto Star als sehr lustigen Film.

## Auszeichnungen
- 2002 wurde Michael Dowse für den besten Schnitt für einen Genie Award nominiert.

## Hintergrundinformationen
Fubar wurde erstmals 2002 auf dem Sundance Film Festival der Öffentlichkeit vorgestellt und als Official Selection ausgewählt.
Der Film lief auf Filmfestivals so erfolgreich, dass er in Kanada in die Kinos gelangte. Der Ausdruck FUBAR entstammt dem Slang der US-amerikanischen Armee und steht für Fucked up beyond all recognition (sinngemäß: Bis zur Unkenntlichkeit beschissen) und beschreibt eine miserable bis auswegslose Situation.